# Furcula flavosignata
Furcula flavosignata är en fjärilsart som beskrevs av Barend J. Lempke. Furcula flavosignata ingår i släktet Furcula och familjen tandspinnare. Inga underarter finns listade i Catalogue of Life.